# Sergač
Sergač (in russo Сергач?) è una cittadina della Russia europea centro-orientale, nell'oblast' di Nižnij Novgorod, capoluogo del rajon Sergačskij).
Sorge sulle rive del fiume P'jana e dista circa 120 km da Nižnij Novgorod. Fondata nel 1649 ma già ricordata per la battaglia sulla P'jana svoltasi nei dintorni nel 1377, ha ricevuto lo status di città nel 1779.